# تیری گودت
تیری گودت (انگلیسی: Thierry Goudet؛ زادهٔ ۱۱ نوامبر ۱۹۶۲) بازیکن فوتبال اهل فرانسه است.
از باشگاه‌هایی که در آن بازی کرده‌است می‌توان به باشگاه فوتبال استاد برستوا ۲۹، باشگاه فوتبال رن، و باشگاه فوتبال لو آور اشاره کرد.